# Ābkhīzeh
Ābkhīzeh (persiska: آب خيزه) är en ort i Iran.   Den ligger i provinsen Khorasan, i den nordöstra delen av landet, 800 km öster om huvudstaden Teheran. Ābkhīzeh ligger 1 393 meter över havet och antalet invånare är 766.
Terrängen runt Ābkhīzeh är kuperad österut, men västerut är den platt.Runt Ābkhīzeh är det ganska glesbefolkat, med 30 invånare per kvadratkilometer. Närmaste större samhälle är Jīzābād, 9,0 km sydost om Ābkhīzeh. Omgivningarna runt Ābkhīzeh är i huvudsak ett öppet busklandskap.